# União das Freguesias de Cabreiros e Albergaria da Serra
União das Freguesias de Cabreiros e Albergaria da Serra, kurz Cabreiros e Albergaria da Serra, ist eine Gemeinde (Freguesia) im portugiesischen Kreis (Concelho) von Arouca. Auf einer Fläche von 31,23 km² leben hier 231 Menschen (Zahlen nach Stand 2011).
Die Gemeinde entstand im Zuge der administrativen Neuordnung in Portugal am 29. September 2013 durch Zusammenlegung der aufgelösten Gemeinden Cabreiros und Albergaria da Serra. Sitz der neuen Gemeinde wurde Cabreiros.